# Pieter Aertsen
Pieter Aertsen zwany także Długim Piotrem (ur. 1507 lub 1508 w Amsterdamie, zm. 3 czerwca 1575 tamże) – niderlandzki malarz zaliczany do prekursorów gatunku martwej natury i malarstwa rodzajowego.

## Życiorys
Pieter Aertsen działał w Antwerpii w latach 1535–1560. Tam założył szkołę do której uczęszczał m.in. Joachim Beuckelaer. Jego malarstwo charakteryzowało się tematyką ludową i realizmem, dzięki czemu uznawano go za poprzednika Pietera Bruegla. Tematem jego dzieł początkowo były sceny biblijne zaczerpnięte z Nowego Testamentu. W tym okresie namalował m.in. obrazy Widok miasta z Ecce Homo oraz Martwa natura z Chrystusem u Marty i Marii. W późniejszym okresie twórczości Aertsen skoncentrował się na przedstawianiu przeładowanych straganów jarmarcznych lub bogato wyposażonych kuchni. Około 1557 roku artysta powrócił do Amsterdamu.

## Twórczość
Do najbardziej znanych dzieł Aertsena należy obraz ołtarzowy Pokłon pasterzy namalowany w 1560 roku. Obraz o wymiarach 90x60 cm znajduje się w Amsterdamie w tutejszym muzeum – Historisch Museum. Do dzisiaj zachował się jedynie fragment dzieła, przedstawiający głowę krowy i dwie postacie pasterzy. Praca została namalowana na zlecenie Nieuwe Kerk w Amsterdamie. Zniszczenie obrazu dokonało się w 1566 roku podczas działań kalwinistów, zwolenników ikonoklazmu. Ocalały fragment został wystawiony początkowo w miejskim ratuszu, a następnie w Rijksmuseum i ostatecznie w Amsterdamskim Muzeum Historycznym.
Innym obrazem malarza jest Kucharka pochodzący z 1550 roku. Dzieło o wymiarach 171x85 cm znajduje się obecnie w Genui w Palazzo Bianco. Obraz był inspiracją dla pracy Bernarda Strozziego o tym samym tytule.
W Muzeum Narodowym w Warszawie znajduje się obraz Czyny miłosierdzia chrześcijańskiego z 1575 roku (M.Ob.2183).

## Wybrane prace

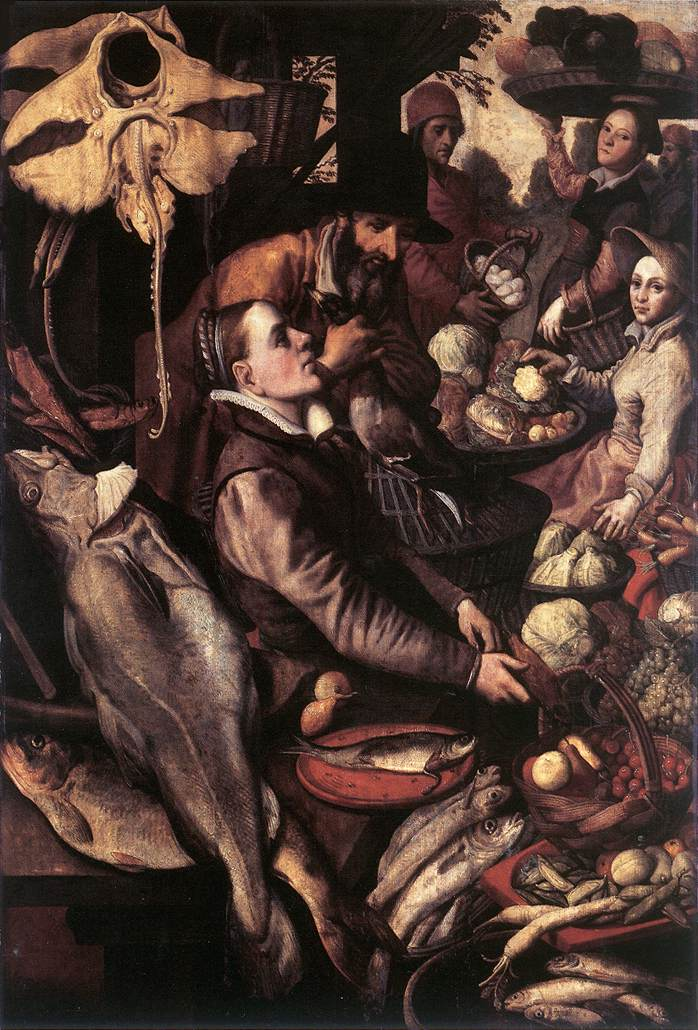
Scena na targowisku (Wallraf-Richartz-Museum, Kolonia)
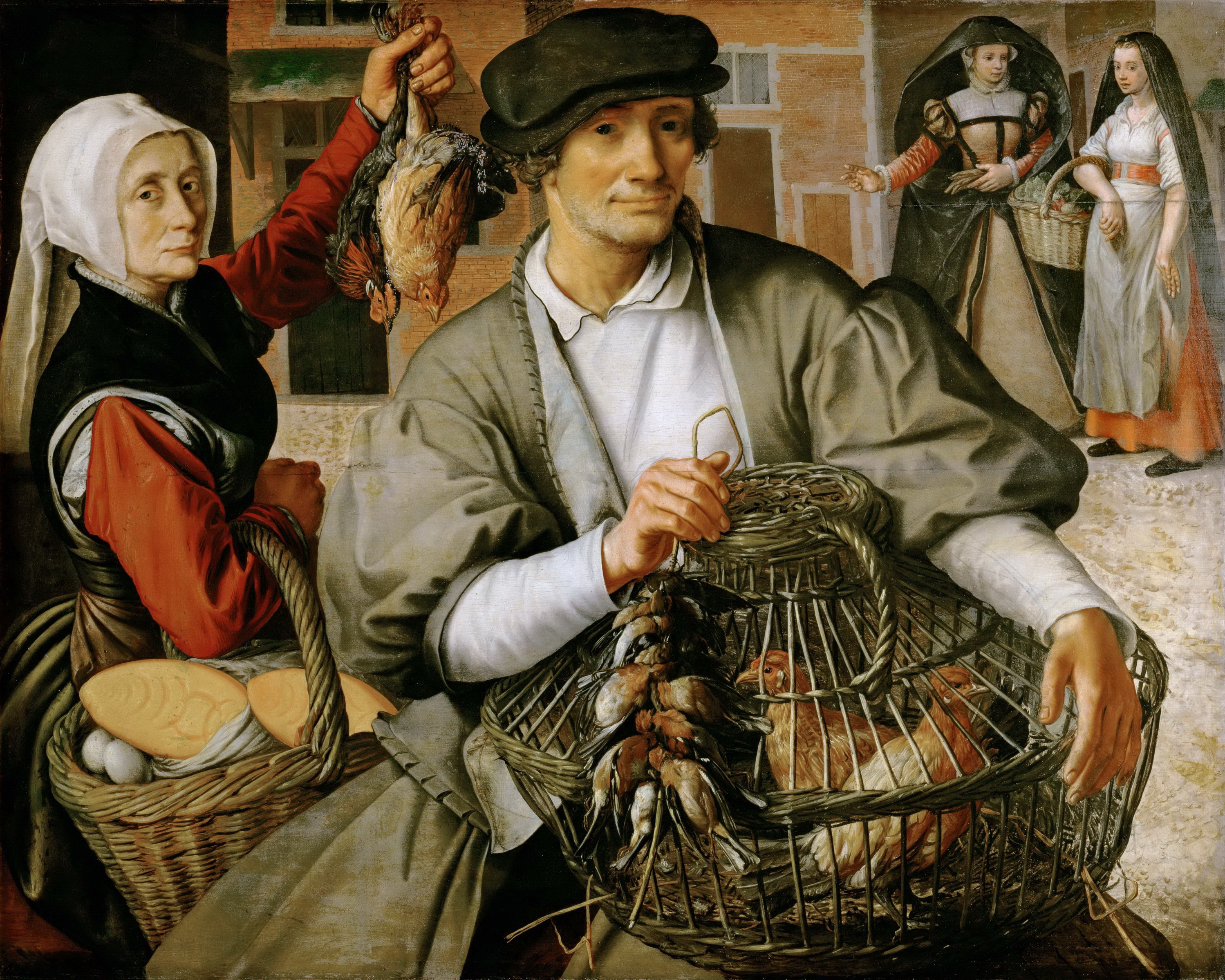
Scena z targu (Kunsthistorisches Museum, Wiedeń)
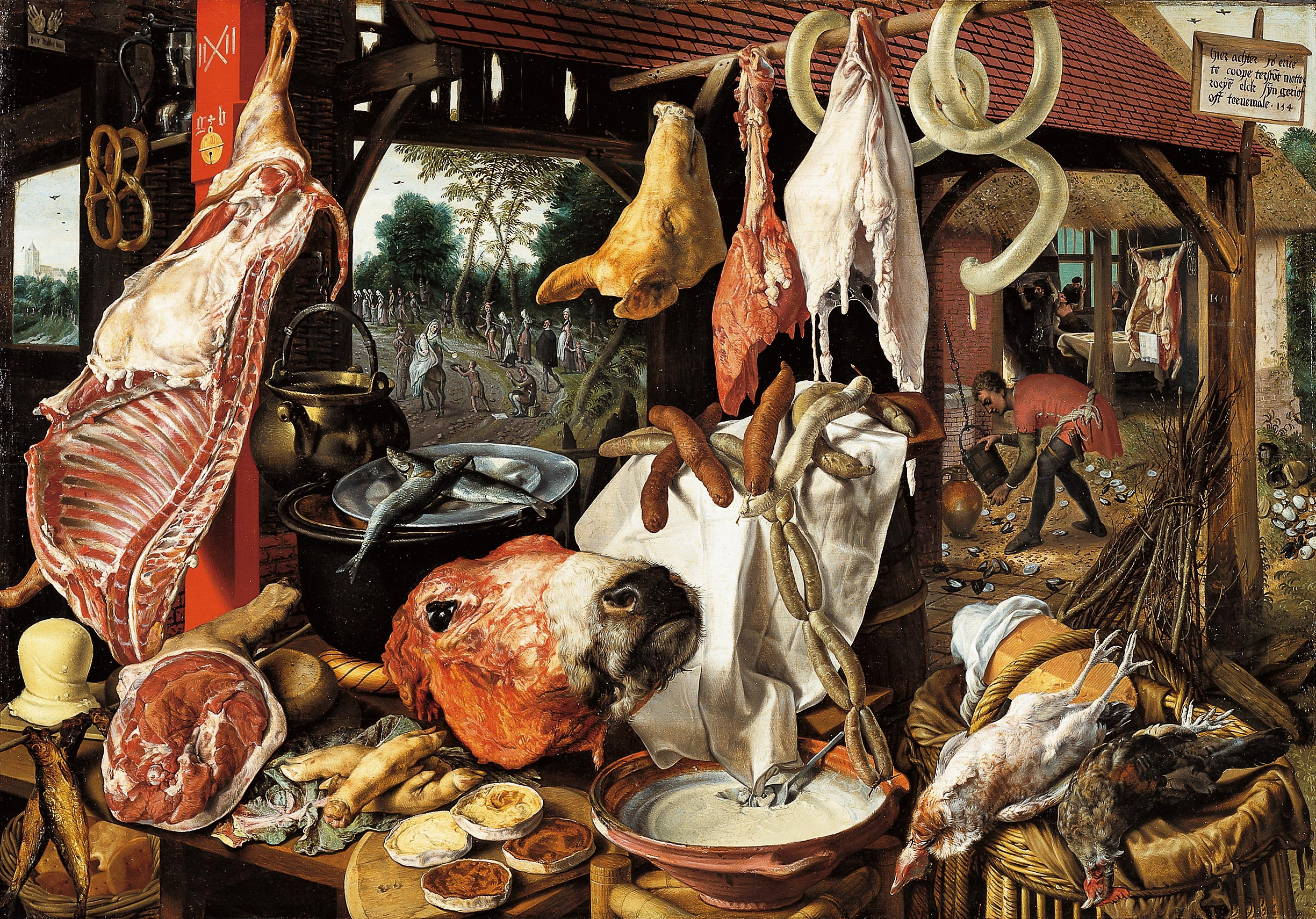
Stragan rzeźnika z ucieczką do Egiptu (zbiory sztuki muzeum w Uppsali)
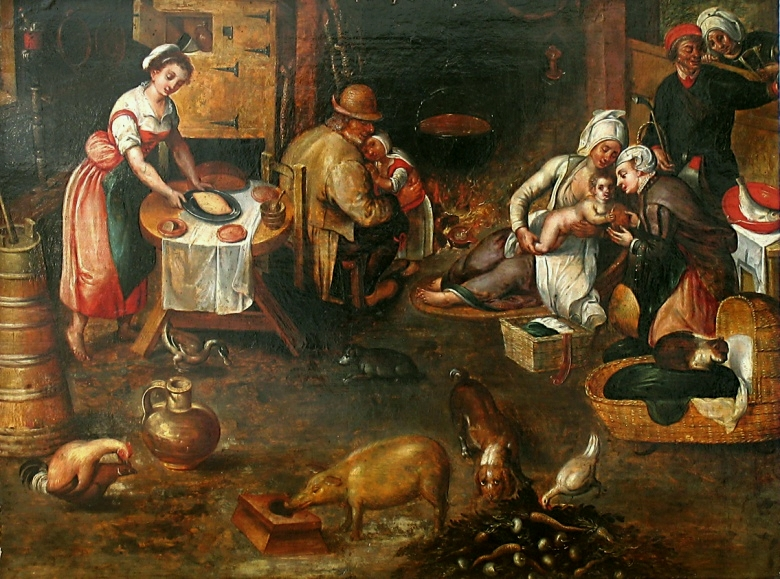
Wnętrze izby wiejskiej (Muzeum Powiatowe w Nysie)
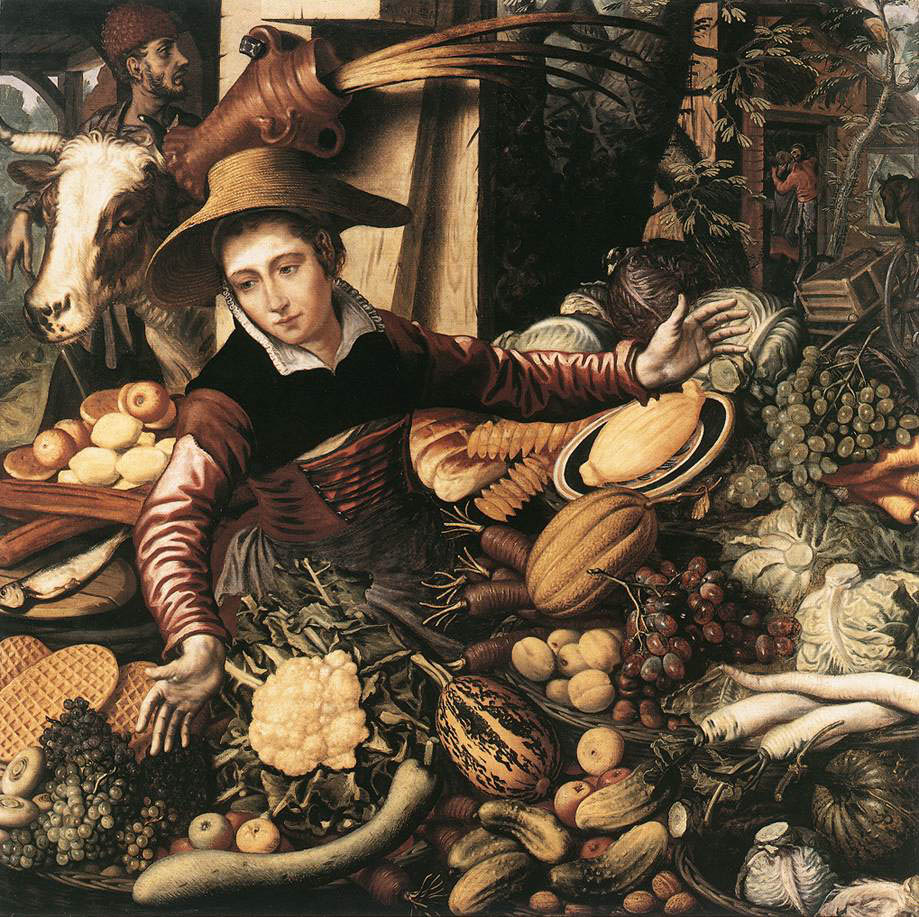
Sprzedająca warzywa 1567, Staatliche Museen zu Berlin
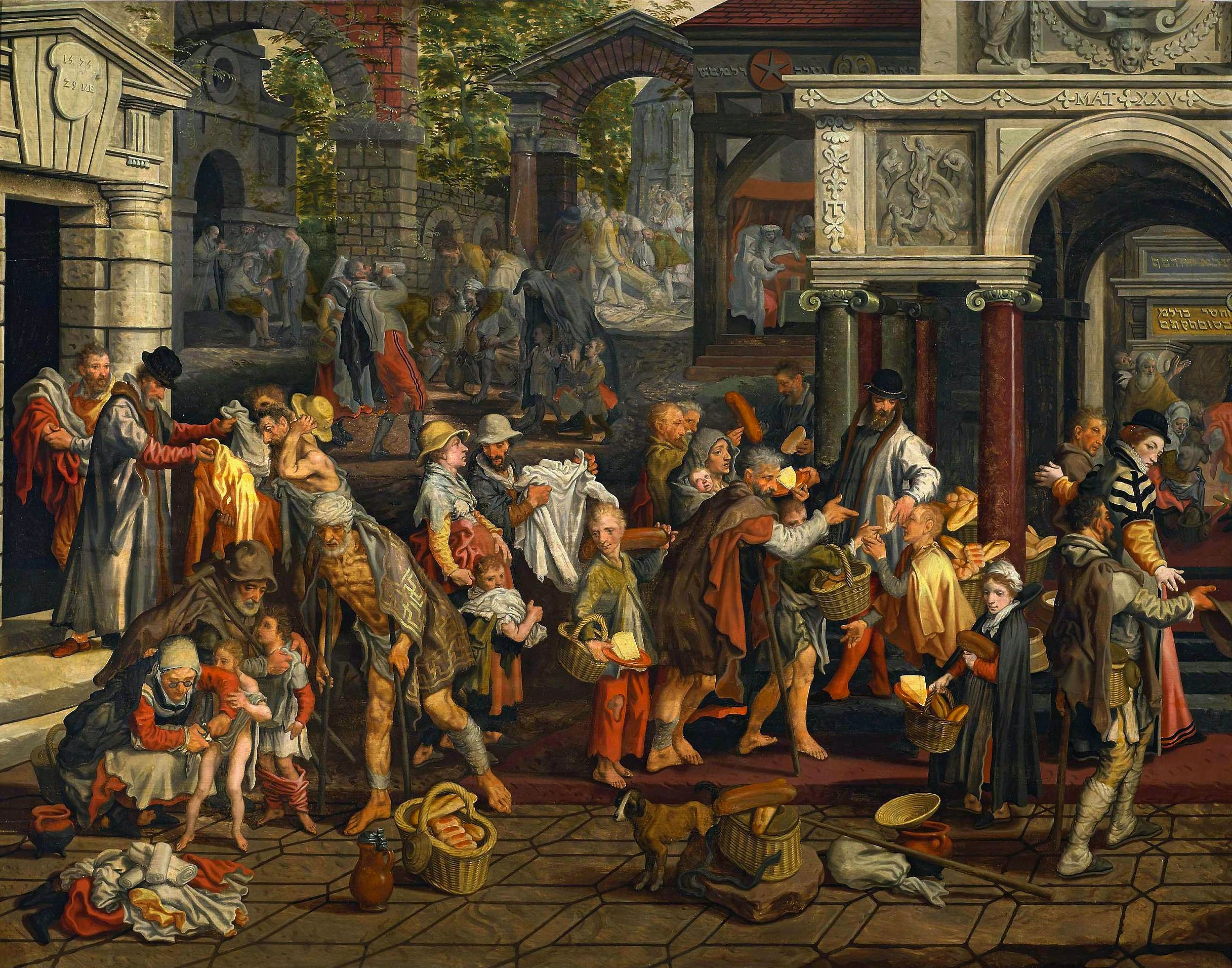
Uczynki miłosierdzia chrześcijańskiego 1575, Muzeum Narodowe w Warszawie